# Wereldbeker mountainbike 2002
De Wereldbeker mountainbike 2002 werd gehouden van mei tot september 2002. 

## Cross Country
| Datum | Locatie          | Land      | Winnaar          | Winnares            |
| ----- | ---------------- | --------- | ---------------- | ------------------- |
| 09/05 | Madrid           | Spanje    | Bart Brentjes    | Marga Fullana       |
| 26/05 | Houffalize       | België    | Christoph Sauser | Marga Fullana       |
| 30/06 | Mont-Sainte-Anne | Canada    | Filip Meirhaeghe | Annabella Stropparo |
| 07/07 | Grouse Mountain  | Canada    | Filip Meirhaeghe | Sabine Spitz        |
| 08/09 | Les Gets         | Frankrijk | Ryder Hesjedal   | Marga Fullana       |

### Podium
Mannen
- Filip Meirhaeghe
- Christoph Sauser
- Thomas Frischknecht

Vrouwen
- Alison Dunlap
- Marga Fullana
- Sabine Spitz